# Cargo (film)
Cargo je švýcarský sci-fi film z roku 2009. Jedná se o první švýcarský vědeckofantastický film a první větší film Ivana Englera.

## Popis děje
Příběh se odehrává v letech 2267 a 2270. Vinou ekologického kolapsu se Země stala neobyvatelnou planetou. Přeživší populace lidí žije ve špatných podmínkách na obrovské vesmírné stanici #30 na orbitě Země. Mladá lékařka, Laura Portmannová, je jednou z nich. Doufá v lepší budoucnost na vzdálené krásné planetě jménem Rhea. Dostat se tam však vyžaduje velké množství peněz, které nemá. Proto vezme u společnosti Kuiper Enterprises práci lékařského člena posádky na nákladní lodi Kassandra, která se připravuje na osmiletou misi ke stanici #42, obíhající planetku RH278.
Šestičlenná posádka stráví většinu automaticky řízeného letu v hibernačních komorách. Vždy jen jeden z nich bude vzhůru po dobu 8 a půl měsíce, a poté se vymění. Kvůli aktuální hrozbě teroristických útoků radikální skupiny "Maschinen Stürmer" bude na palubě i bezpečnostní důstojník TSA, Samuel Decker. 
Před koncem své směny, Portmannová zaslechne z nákladního prostoru neobvyklé zvuky, a cítí se ohrožena. Proto probudí kapitána, a spolu s Deckerem, který se probudil automaticky, se vydávají skladiště prohledat. Kapitán při tom přijde o život, a tak je probuzen i zbytek posádky. 
Společně se pokouší vyšetřit kapitánovu smrt, a zjišťují, že ke stanici nevezou avizovaný materiál na přestavbu stanice #42. Skladiště je plné hibernovaných lidí, kteří jsou zapojeny do neznámé virtuální sítě. Členové posádky si začnou navzájem nedůvěřovat, a poté, co zemře další z nich, situace se stává nezvladatelnou. Decker i první důstojnice Kassandry před ostatními tají, co se doopravdy děje. Vysvětlení situace je pro všechny ještě více stresující. Ráj na planetě Rhea neexistuje. Kolonizace planety selhala, a všichni lidé, kteří na ní údajně žijí, jsou v hibernačních komorách na stanici #42. Všichni jsou připojeni do virtuálního světa planety Rhea, kde budou žít do doby, než bude kolonizována jiná planeta. Takovéto rozhodnutí učinila prozatímní pozemská vláda, která tak dala lidem naději, a důvod dál žít. Ne všichni však s tímto souhlasí. 
Mezitím je na palubě objeven muž, který zde celou dobu letu žil jako černý pasažér, a který je hlavním představitelem teroristické skupiny. Společně s Deckerem věděli něco, co ostatní ne. Planeta Země se začala regenerovat, a je možné v určitých částech opět žít. Decker a Portmannová společně zničí komunikační antény stanice, aby tak znemožnili komunikaci s lidmi v hibernaci, a pošlou na Zemi vzkaz o tom, co se ve skutečnosti děje. Portmannová je nakonec jedinou členkou posádky Kassandry, která se vrací k Zemi. Veze sebou důkaz o tom, že zpráva, kterou lidem poslala je pravdivá.

## Herci
- Anna-Katharina Schwabroh jako Laura Portmannová
- Martin Rapold jako Samuel Decker, maršál TSA
- Michael Finger jako Claudio Vespucci, inženýr
- Claude-Oliver Rudolph jako Igor Prokoff, inženýr
- Yangzom Brauen jako Miyuki Yoshida, počítačová technička
- Pierre Semmler jako Pieree Lacroix, kapitán Kassandry
- Regula Grauwiller jako Anna Lindberghová, 1. důstojník Kassandry
- Gilles Tschudi jako Klaus Bruckner, terorista
- Maria Böttner jako Arriana Portmannová, sestra Laury